# 제톤 켈멘디

## 내력
코소보 페자 (1978년)에서 태어난 Jeton Kelmendi는 출생지에서 초등학교를 졸업했다. 후에 그는 프리 슈 티나 대학교에서 학업을 계속했으며 매스 커뮤니케이션 학사 학위를 받았다. 그는 벨기에 브뤼셀 자유 대학에서 국제 및 안보 연구를 전공하여 대학원 과정을 수료했다. 그는 외교에서 석사 학위를 마쳤다. 켈 멘디 (Kelmendi)는“EU 정치 안보 문제에서 미디어의 영향”에서 박사 학위를 받았다. 그는 AAB University College의 교수이다. 잘츠부르크 오스트리아에 있는 유럽 과학 예술 아카데미의 회원이다. 수년 동안 그는시, 산문, 에세이 및 단편 소설을 썼다. 알바니아와 해외의 많은 신문에 정기적으로 기고하고 있으며 특히 국제 문제와 관련된 많은 문화 및 정치 주제에 대해 글을 쓰고 있다. Jeton Kelmendi는 1999년에 출판 된“The Century of Promises”(“Shekulli i Premtimeve”)라는 제목의 첫 책을 출판 한 후 코 소바에서 잘 알려지게되었다. 그의시는 27개 이상의 언어로 번역되어 여러 국제 문헌 집에 실려있다. 그는 가장 번역 된 알바니아 시인이며 유럽에서 잘 알려져 있다. 많은 문학 비평가들에 따르면 켈 멘디는 현대 알바니아시의 진정한 대표자이다. 국제 비평가와 시인은 그를 위대한 유럽 시인으로 간주하면서 많은 기사를 썼다. 그는 많은 국제시 클럽 회원이며 특히 영어, 프랑스어 및 루마니아어로 된 많은 문학 및 문화 잡지에 기고하고 있다. 문학 분야에서의 그의 연구의 지혜는 그가 시적 표현, 텍스트의 현대적 탐구 및 메시지의 깊이에 대한 관심에 근거한다. 그의 장르는 은유와 예술적 상징과 얽힌 사랑 가사와 타원형 구절에 더 중점을 둔다. 현재 벨기에 브뤼셀과 코소보 프리 슈 티나에 거주하고 있다.

## 출판 된 작품:
- "세기 약속"( "Shekulli i Premtimeve"), 1999 (시)[3]
- “Beyond Silence”(“Përtej Heshtjes”), 2002 (시)
- "오후이면"( "Në qoftë mesditë"), 2004 (시)
- “Fatherland pardon me”(“Më fal pak Atdhe”), 2005, (시)
- "도착은 어디로 가고 있습니까"( "Ku shkojnë ardhjet"), 2007 (시)
- "당신은 바람의 흔적에 도착했다"( "Erdhe për gjurmë të erës"), 2008년 (시)
- “시간이있는 시간”(“Koha kurë të ketë kohë”), 2009 (시)[4]
- "방황하는 생각"( "Rrugëtimi i mendimeve") 2010시[5]
- “정신의 침례”(Pagezimi I shpirtit) 2012시
- “나는 잊어 버린 것들을 부른다”(Thërras gjërat e harruara) 2013시

## 공개된 연극:
- “Mrs Word”(“Zonja Fjalë”), 2007 (드라마)[6]
- "재생 및 안티 플레이"(Lojë dhe kundër lojë) 2011 드라마

## 정치 과학:
- 독립 2010년 이후 코 소바에서의 EU 사명.
- 2011 Pristina Kosovo 지식에 대한 나쁜 시간.
- 2012년 티라나 알바니아, 협동 또는 경쟁적인 NATO-EU 임무.
- 2016년 EU의 안보 정치에 미디어 영향, 벨기에 브뤼셀.

## 외국어로 출판 된 작품:
- "Ce mult s-au rãrit scrisorile"( "Sa fortë janë rralluar letrat"); 루마니아어로 출판.
- “호흡”(“Frymëmarrje”); 인도에서 출판
- “대담한 가석방”드라마; 프랑스어로 출판
- "COMME LE COMMENCEMENT EST SILENCIEUX"( "침묵을 시작할 때"),시; 파리, 프랑스[7] poetry; Paris, France[8][9]
- "ΠΟΥ ΠΑΝΕ ΟΙ ΕΡΧΟΜΟΙ ("어디로 갈지 "), 그리스어로시; 그리스
- "Wie wollen ("Si me dashtë "),시; 독일
- Frau Wort (Miss word) 드라마 독일[10]
- Palavra Evitou o Silêncio / (Words는 침묵) 2009, 브라질
- Nasil Sevmeli (Si me dashtë)시 터키
- НА ВЕРХІВ'Ї ЧАСУ (시간의 큰)시 우크라이나[11]
- 미국에서시를 얻는 방법
- в зените времени истлевшего (시간이 지남에 따라 다름)시 러시아
- 34 首 封面 (34 poemus)시 중국[12]
- 이집트에서 "فواصل للحذف"(타원 점)시[13][14]
- Pensamientos del Alma (정신의 생각),시 스페인 2014[15]
- Xewnên di dîwêr de (사랑하는 법)시 Kudristan-Turkey 2015
- Cómo Llegar A Ti Mismo (사랑하는 법)시 아르헨티나 2015
- Com Retrobar-Se (Love to Love)시 카탈로니아 2015
- Prescurtarea departarilor (Shortening distances),시 루마니아, 2016
- Rănile cuvântului (Plagët e fjalës)시 몰도바 2018
- 思想 狩獵 愛 (사랑을 생각한다)시 대만 2018.
- wybrane wiersze (선택된시) 폴란드, 폴란드 2018에서시.
- 터키 터키 2018 Düsünceye götüren misralar (How to know)
- ДИВЉА ЋУТАЊА (Wild silence) 세르비아어, 세르비아 베오그라드 2018.
- Daba Ljubavi (사랑의 고기) Montenegrian, Montenegro Podgorica 2018.
- Cудбински простор (destiny space)시, 마케도니아 2018.
- Tra realtà e sogno (현실과 꿈 사이) Italy 2019.
- Čas ljubezni (Love moments) 슬로베니아, 2019.
- Savaş zamaninda eşq (Love in war time) 아제르바이잔 2019.

## Jeton Kelmendi에 의해 번역 된 책
- 프랑스의 Gjovalin Kola와 함께 번역 된 Athanase Vantchev de Thracy (프랑스)의 Plagët e bukurisë
- 프랑스어로 번역 된 Skënder Sherifi (벨기에)의 Hijet e dritës
- 영어와 프랑스어로 번역 된 Gjuha e botës (국제 시집 단) (10 개국 10 명의 시인)
- 영어로 번역 된 Sheshi i shikimeve (국제 시선집) (13 개국 13 명 시인)
- Erling Kittelsen (Norwey)의 E di kush je, 영어 번역
- 영어에서 번역 된 Zhang Zhi Diablo (Chine)의 Emrimi i gjërave.
- Bill Wolak (미국)의 Vetmia e erës, 영어에서 Traslated
- Alicja Kuberska, 폴란드의 Trokas në mendjen tënde는 영어로 번역되었다.
- Tingujt e Mendimeve, 대만 Lee Kuei-shien. 영어로 번역.
- Kam mësuar ca gjëra, Ataol Behramoglu, Istambul. 영어로 번역.
- Pakti im – 영어로 번역 된 Telaviv의 Ernesto Kahan의 유언.
- Maria Miraglia, Romë의 Rreth dy botëve는 영어로 번역되었다.

## 국제상

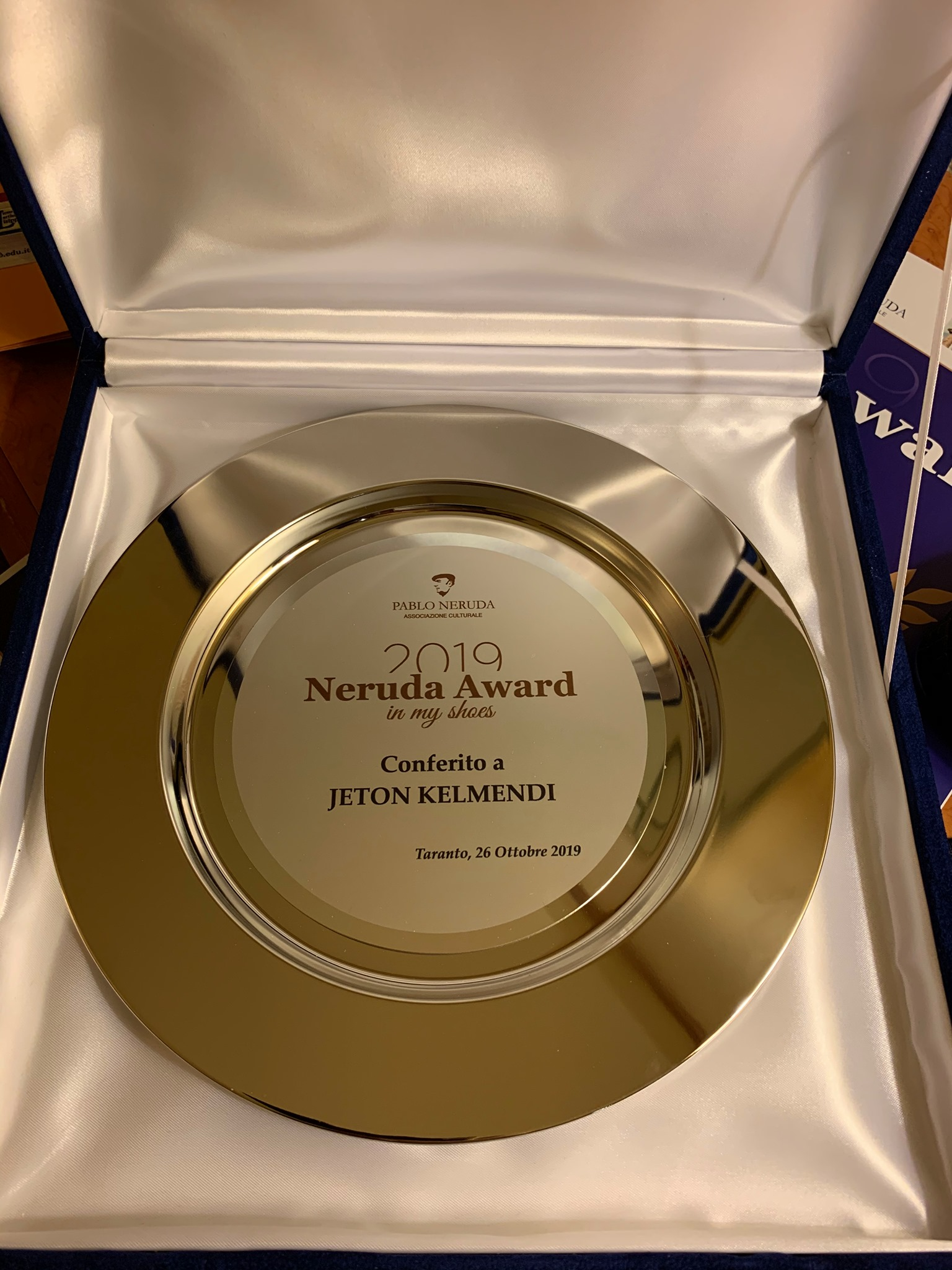
Neruda Awards

- 오스트리아 잘츠부르크, 유럽 과학 예술 아카데미 회원
- 벨기에 브뤼셀 유럽 전문 기자 협회 회원
- 프랑스 파리, 프랑스 과학 예술 예술 아카데미 회원
- 우크라이나, 키예프, 우크라이나의 과학 및 고등 교육 아카데미 회원[16]
- 벨기에 브뤼셀 국제 PEN 클럽 벨기에 프랑코 폰 회원
- 루마니아 아카데미 Internacional“Mihai Eminescu”명예 회원
- Euro-Azia Writers Union 회원.
- 우크라이나 과학 아카데미 201의 우크라이나 및 백인 연구 연구소의 Honoris Causa 박사
- 2017년 Pracioy Nacional Del Este 대학의 Honoris Causa 박사.
- SOLENZARA 권위있는 국제 상, 파리, 프랑스 2010
- 국제 상 "Nikolaj Gogol"Ucraine 2013.[17]
- 2013“알렉산더 대왕”국제 상[18]
- 코소보 Gjakova에서 국가시 도서 상 MITINGU
- 사라예보, 보스니아 헤르체고비나 2013 국제 상“세계시”3 등상
- 중국 2013년“2013년의 번역가”
- Gjakova Kosovo시의 인간성을 위한 국제 상“테레사 수녀 상”. 2013년
- 러시아 Udmurtu Udmurtian PEN Club 국제 상“Ludwig Nobel”2014
- 2016년 국제 상“Mihai Eminescu”루마니아
- 국제 상 "2016 올해의 시인", Sofly International literatture 재단 2017
- 2017년 나이지리아 세계 평화 연구소 (World Institute for Peace)의 "세계 평화 아이콘"국제 상
- 2017년 카자흐스탄 국제 상 "세계 문학"
- 세계 평화 연구소 (World Institute for Peace)의 평화 대사 2017
- 2018 파리 국제 예술 과학 과학 문학 국제 아카데미“아카데미 상”
- 2018년 인도 국제‘매튜 아놀드 상’
- 볼리비아 2019 국제 상“특별 Ganadores del concurso”